# Sternarchella
Genre
Sternarchella est un genre de poissons gymnotiformes de la famille des Apteronotidae.

## Distribution
Les espèces de ce genre se rencontrent en Amérique du Sud.

## Description
Ce sont des poissons électriques.

## Liste d'espèces
Selon FishBase (7 mai 2010) :
- Sternarchella curvioperculata  Godoy, 1968
- Sternarchella orthos  Mago-Leccia, 1994
- Sternarchella schotti  (Steindachner, 1868)
- Sternarchella sima  Starks, 1913
- Sternarchella terminalis  (Eigenmann & Allen, 1942)

## Référence
- Eigenmann & Ward, 1905 : The Gymnotidae. Proceedings of the Washington Academy of Science, vol. 7, p. 159-188.